# Kanton Saillans
Kanton Saillans (fr. Canton de Saillans) je francouzský kanton v departementu Drôme v regionu Rhône-Alpes. Skládá se z 12 obcí.

## Obce kantonu
- Aubenasson
- Aurel
- Chastel-Arnaud
- La Chaudière
- Espenel
- Eygluy-Escoulin
- Rimon-et-Savel
- Saillans
- Saint-Benoit-en-Diois
- Saint-Sauveur-en-Diois
- Vercheny
- Véronne